# Natri(II) inosinat
Natri(II) inosinat (E631) là muối natri(II) của axit inosinic với công thức hóa học C10H11N4Na2O8P. Nó được sử dụng như một phụ gia thực phẩm và thường được tìm thấy trong mì ăn liền, khoai tây chiên, và một loạt các món ăn nhẹ khác. Mặc dù nó có thể thu được từ quá trình lên men của đường, nó thường được tạo thành từ các nguồn động vật.

## Sử dụng làm phụ gia thực phẩm
Natri(II) inosinat được sử dụng làm chất tăng cường hương vị, kết hợp với bột ngọt (MSG) để cung cấp vị unami. Nó thường được thêm vào thực phẩm kết hợp với disanyium guanylat; sự kết hợp này được gọi là ribonucleotides disodium 5'-. 
Là một sản phẩm tương đối đắt tiền, Natri(II) inosinat thường không được sử dụng độc lập với axit glutamic; nếu natri(II) có trong một danh sách các thành phần nguyên liệu, nhưng MSG không xuất hiện, có thể là axit glutamic được cung cấp như là một phần của thành phần khác hoặc tự nhiên xảy ra trong một thành phần khác như cà chua, phô mai Parmesan hoặc chiết xuất từ nấm men.